# Kamiyashiro (métro de Nagoya)
Kamiyashiro (上社駅, Kamiyashiro-eki) est une station du métro de Nagoya sur la ligne Higashiyama dans l'arrondissement de Meitō à Nagoya.

## Situation sur le réseau
La station Kamiyashiro est située au point kilométrique (PK) 18,6 de la ligne Higashiyama.

## Histoire
La station a été inaugurée le 10 décembre 1970.

## Services aux voyageurs

### Accès et accueil
La station, établie en extérieur, est ouverte tous les jours.

### Desserte

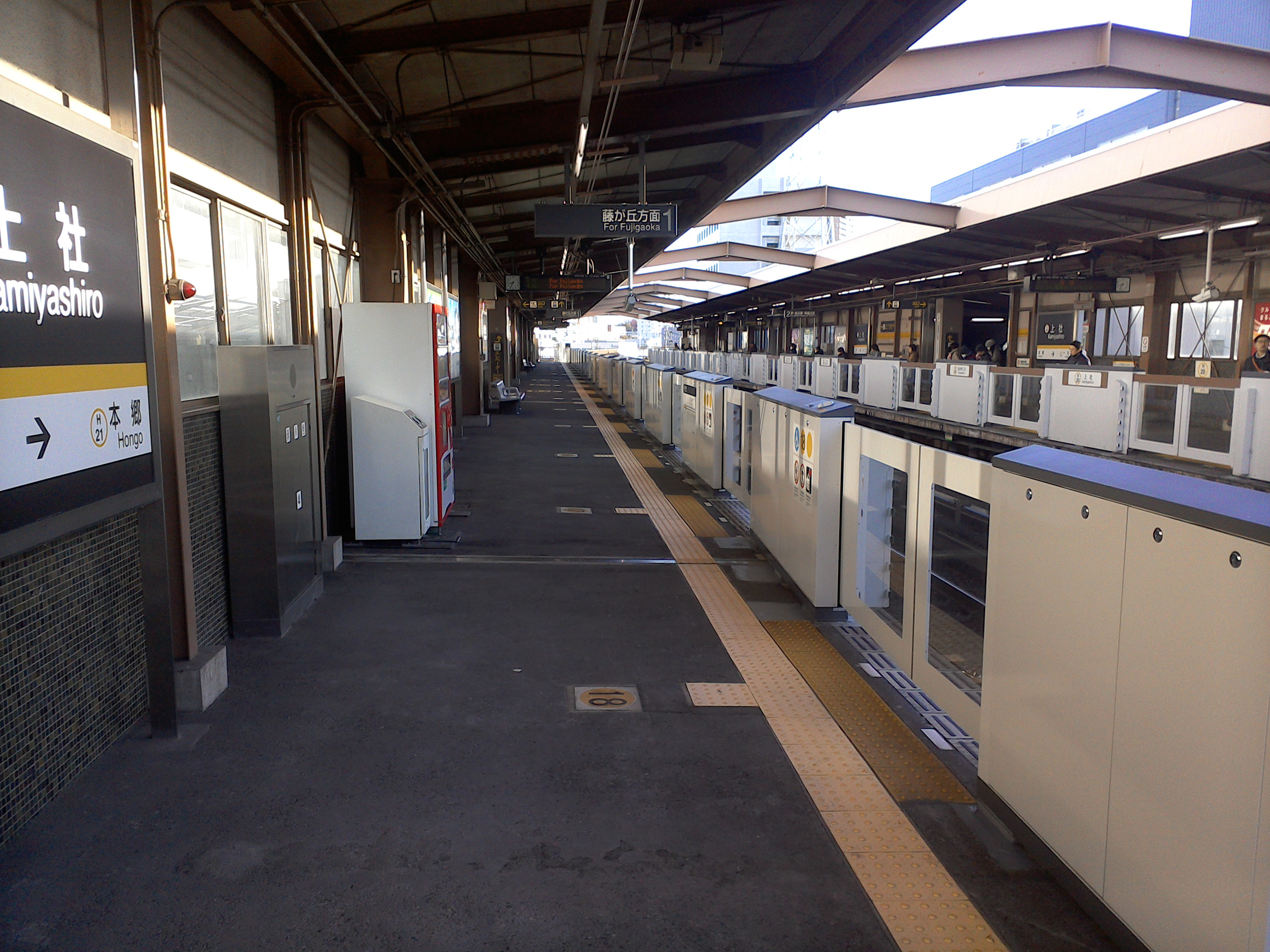
Vue des quais de la station

- Ligne Higashiyama :
  - voie 1 : direction Fujigaoka
  - voie 2 : direction Takabata